# Las Tablas (Los Santos)
Las Tablas es la capital de la provincia panameña de Los Santos. En 2010 contaba con 9 255 habitantes (INEC, 2010) en su área de corregimiento, siendo la segunda población más numerosa de la Península de Azuero.

## Historia
Es incierta la historia de su fundación, sin embargo se encuentra esta historia, basada en leyendas.
Las Tablas fue fundada el 19 de julio de 1671, por un grupo de españoles que vivían en Nuestra Señora de la Asunción de Panamá. Forzados a huir tras el saqueo de esa ciudad por el pirata inglés Henry Morgan. Según los relatos orales que han sido pasados de generación en generación, en su curso de viaje, un ráfaga viento empujó el navío en el que viajaban hacia las costas de la actual provincia de Los Santos. Si bien se ha señalado como destino final de los inmigrantes españoles a la Nueva Granada, Lima o Costa Rica: todos coinciden en que la nave encalló en la desembocadura de un río en la península de Azuero. Ante este desenlace y dado el mal estado del barco, los españoles decidieron desembarcar en la costa e ir en busca de poblados cercanos. Al estar en la faena de desembarco, por accidente una imagen de oro de la Virgen María, del tamaño de una persona, cayó a las aguas del río. Al ver el problema formado a causa del incidente, el cacique de una tribu que vivía a orilla del río se tiró al agua con intención de recuperarla, pero el gesto fue en vano y terminó por costarle la vida al cacique. En honor a este acto, los españoles llamaron al río «Mensabé» (de Mensabi).

La Cruz de Borgoña es la Bandera de los Reinos Españoles.

También se encuentran dos versiones populares que difieren sobre el origen del pueblo de Las Tablas:
La primera (y más popular) está estrechamente relacionada con su patrona: Santa Librada. Cuentan los antepasados tableños, que los conquistadores se dirigieron hacia el centro de lo que hoy es la península de Azuero en busca de algún poblado español; y en este punto se encuentra una aclaración de Sergio Gonzáles Ruiz, un gran folclorista tableño:

“En el centro de estas rocas, así adornada por los rayos del sol, con la cara bella y radiante, veíase la imagen de una santa. Los admirados españoles cayeron de rodillas, como movidos por un resorte, ante la sublime aparición. Pasada su turbación inicial, reconocieron en la bella estatua de piedra que tenían delante a la imagen de la joven mártir Santa Librada. Pensaron que era de buen agüero tal encuentro y, de común acuerdo, decidieron llevarse la estatua de piedra, que, por milagro de la providencia, allí habían encontrado, con la idea de poner la población, que iban a fundar, bajo la protección de la santa y de erigirle a ésta un templo en dicha población.”
Tomado de “La leyenda de Santa Librada”.

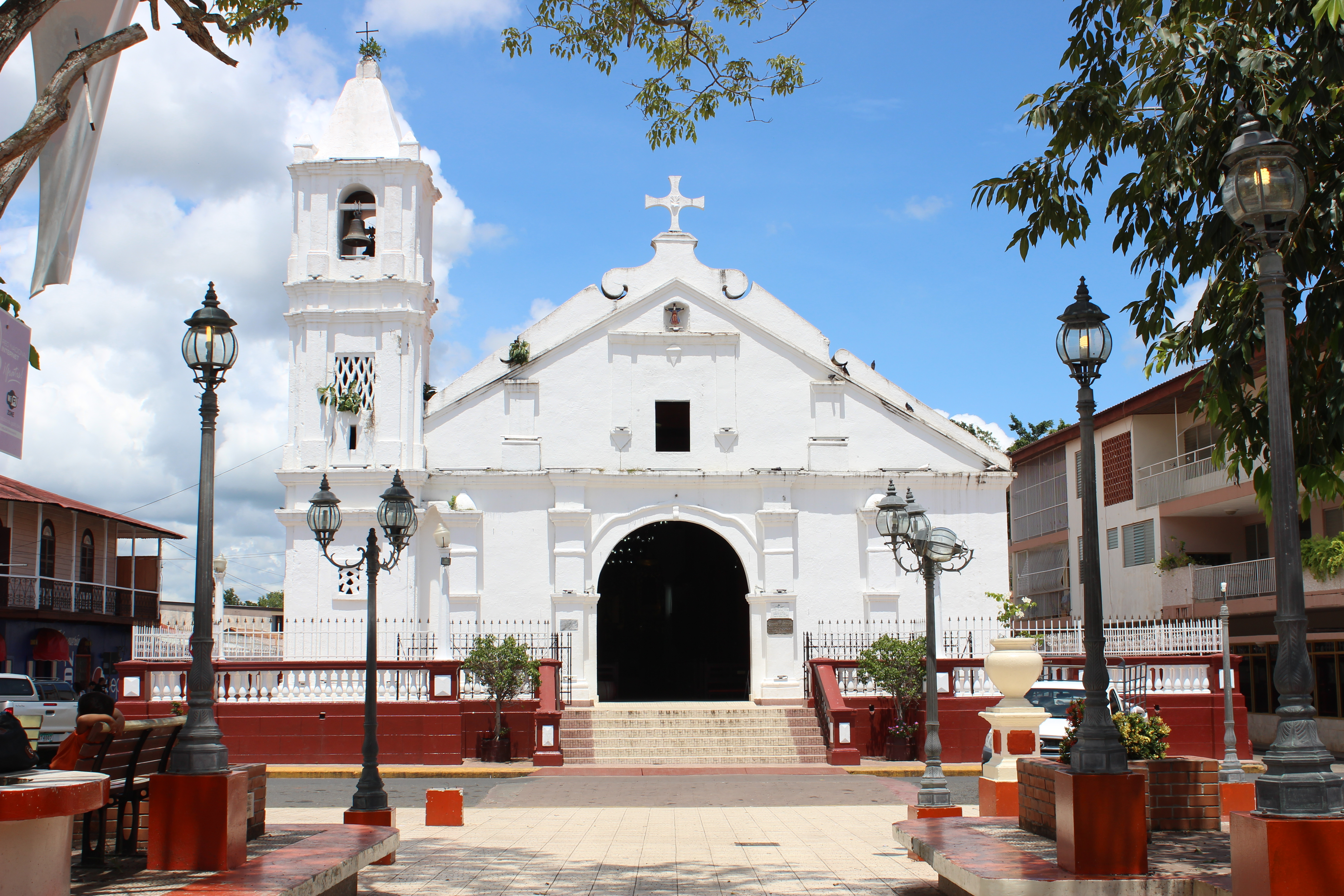
Iglesia Parroquial de Santa Librada, esta iglesia dedicada a Santa Librada fue construida alrededor de 1725.

Siguen contándose que los españoles se llevaron la imagen para su campamento, pero la imagen desapareció. Horrorizados, la buscaron por todas las áreas cercanas al campamento; pero no aparecía. Días después la volvieron a encontrar justo donde la habían hallado. Nuevamente se llevaron la imagen para el campamento, creyendo que había sido un engaño. Sin embargo, al día siguiente no estaba.
Siguieron llevando la imagen al campamento, y esta regresaba al montículo de piedra. Ante esto, los españoles entendieron que la santa quería que se establecieran en esa zona. Los españoles estaban renuentes, puesto que si bien había una muy buena fuente de agua cercana (lo que hoy es la quebrada La Ermita), gran parte del terreno no era muy apto para la construcción, ya que la mayoría de la zona se tornaba pantanosa en los época lluviosa (salvo las tierras colindantes a donde esta la actual iglesia de Santa Librada y las cercanas a lo que hoy es la farmacia del finado Elías Pérez) y porque cerca estaba la comunidad de La Ermita de la Santa Cruz de Mayo. Pero ante la insistencia de la imagen de Santa Librada por estar en esa zona, accedieron a mudar su campamento.
La segunda leyenda está relacionada con el hecho de que las primeras casas que se construyeron fueron hechas con las tablas que resultaron del desmantelamiento del navío encallado, y por mofa de los lugareños que decían "Vamos para las casas de las tablas”. 

## Cultura

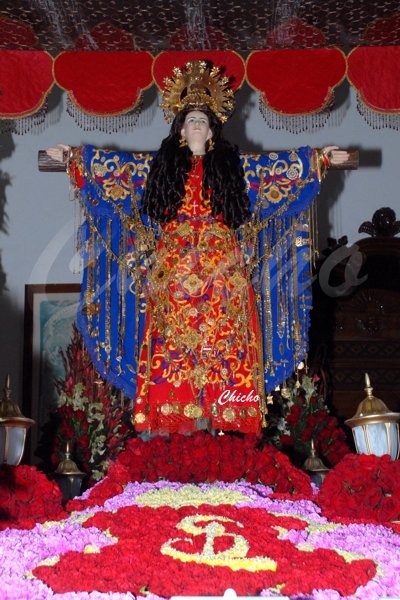
Imagen de Santa Librada, patrona de Las Tablas.

La provincia de Los Santos es considerada la cuna de una de las máximas expresiones del folclor panameño[cita requerida], en la península de Azuero. En esta zona, el papel que jugó el distrito de Las Tablas fue preponderante.
Lugares como Guararé, Santo Domingo, La Palma, San José, entre otros, son reconocidos por su laborioso trabajo en la confección del traje típico nacional, la pollera. También se elaboran con muy alta calidad camisillas, sombreros pintaos y cutarras, calzado usado por los campesinos. Sin embargo, la confección de joyas y accesorios que acompañan a la pollera ha sido abandonada de forma paulatina en Las Tablas, dejándosela solamente a un grupo reducido de personas mayores que se dedican a esta labor. En Las Tablas se realizan los carnavales más grandes del país.
El distrito de Las Tablas es célebre por ser cuna y guardián de variados ritmos de música vernácula y sus categorías. Algunos son: La cumbia panameña, el tamborito, cantos religiosos (salves e himnos que datan de la época de la Colonia española), la saloma (quiebre y juego de voces masculinas y femeninas), la décima, la murga, antiguos versos, coplas populares y otros géneros musicales. Es lugar donde siempre se ha ejecutado con destreza el violín y la flauta, dando como resultados grandes joyas de la música popular panameña como los famosos danzones panameños, cumbias cerradas, atravesaos, denesas y puntos, por mencionar algunos. Estos eran los bailes de los lugareños en los siglos XVIII y XIX. Los "tamboreros" del pueblo de Las Tablas gozan de gran prestigio, gracias a su destreza al redoblar con sus manos estos instrumentos de percusión, elaborados de modo artesanal en Las Tablas y en San José (en el corregimiento de Las Tablas).
Personas como Gelo Córdoba, Lucy Jaén, Victorio Vergara Batista, Roberto “Fito” Espino, Ulpiano Vergara, Osvaldo Ayala, Alfredo Escudero, Manuel Nenito Vargas, Papi Brandao, Clímaco Batista, Chico Ramírez, Celso Quintero, entre otros, han participado en festividades de la región, y de otros lugares de Panamá.
Las Tablas ha sido la cuna de mujeres que fueron reinas de concursos, trascendiendo con su belleza los pórticos de la fama. Por siglos se han celebrado los carnavales en esta zona istmeña, en los cuales se han coronado más de un centenar de mujeres. Algunas internacionalizaron el nombre de Panamá, entre éstas:
- Emita Arosemena, Señorita Panamá 1953 - Semifinalista del concurso Miss Universe en Long Beach (Estados Unidos), 1953.

- Dionisia Broce, Señorita Panamá 1966.

- Gabriela Deleuze Ducasa, Señorita Panamá 1987.

- Lía Victoria Borrero González, Señorita Panamá 1996, cuarta finalista de Miss Universe en Miami Beach (Estados Unidos), 1997; y Miss International - Tokio (Japón), 1998.

- Rosa María Hernández Cedeño, Señorita Panamá 2004.

- Diana Patricia Broce Bravo, Señorita Panamá 2009, ganadora del Mejor Vestido de Fantasía en Miss Universe, Bahamas (Estados Unidos), 2009.

- Aleyda Castro Díaz, Reina de la Feria de la Orquídea, Maracaibo (Venezuela), 1970.

- Xenia Jeanneth Combe Jaén, primera finalista de Señorita Panamá 1983; Miss Hawaiian Tropic 1984, Señorita Internacional del Caribe, Tegucigalpa (Honduras), 1983; y Reina Mundial de la Hispanidad, Montevideo (Uruguay), 1983.

- Lisa Anabella Quiel Alba, Señorita Turismo del Caribe y las Américas, República Dominicana, 1984

- Amarilis Sandoval De León, Señorita Panamá Internacional, Tokio (Japón), 1987.

- Dinorah Acevedo González, Señorita Panamá Internacional, Tokio (Japón), 1994.

- Martha Estela Domínguez Benítez, Señorita Centroamérica, Panamá y Belice, San Salvador (El Salvador), 1994.

En el campo intelectual, se han destacado algunas mujeres de esta región panameña, como la educadora tableña Zoraida Díaz, quien fue la primera mujer panameña en publicar un libro ("Nieblas del alma", 1922); Cidila Isabel Domínguez, la primera mujer gobernadora de la provincia de Los Santos; Margarita Lozano Cano, mujer que lució el vestido nacional en visitas especiales a España y al Papa Pío XII en la Ciudad del Vaticano.

## Festividades
- Los Carnavales
- Desfile de Las Mil Polleras
- Patronales de Santa Librada
- Fiestas de Fin de Año